# Motovuns filmfestival

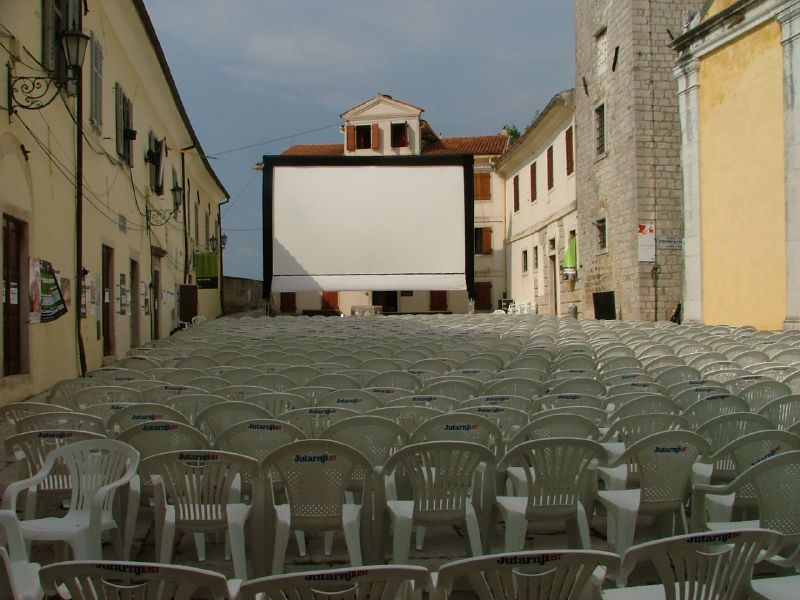
Motovuns filmfestival

Motovuns filmfestival (kroatiska: Motovunski filmski festival) är en årlig filmfestival som äger rum i bergsbyn Motovun i Istrien i nordvästra Kroatien. Festivalen startade 1999 och pågår i fem dagar. Filmer från hela världen visas på två stormbildsskärmar utomhus. Det finns även en mindre inomhusbiograf. Festivalen lockar flera tusen turister, skådespelare och regissörer från hela världen.